# Saint-Mars-la-Brière
Saint-Mars-la-Brière är en kommun i departementet Sarthe i regionen Pays de la Loire i nordvästra Frankrike. Kommunen ligger i kantonen Montfort-le-Gesnois som tillhör arrondissementet Mamers. År 2022 hade Saint-Mars-la-Brière 2 712 invånare.

## Befolkningsutveckling
Antalet invånare i kommunen Saint-Mars-la-Brière
| Referens: INSEE |